# Oleh Halkin
Oleh Volodímirovitx Halkin (en ucraïnès: Олег Володимирович Галкін) o Oleg Vladímirovitx Gàlkin (en rus: Олег Владимирович Галкин), (Ixim, 1 de maig de 1965 - 10 de maig de 2003) va ser un ciclista soviètic d'origen ucraïnès. El seu èxit més important fou el Campionat del Món en contrarellotge per equips de 1990.
Va participar en els Jocs Olímpics de Barcelona amb l'Equip unificat.

## Palmarès
- 1989
  - 1r al Memorial Coronel Skopenko
- 1990
  -  Campió del món en contrarellotge per equips (amb Oleksandr Markovnitxenko, Rouslan Zotov i Igor Patenko)
- 1991
  - 1r al Memorial Coronel Skopenko
- 1993
  - Vencedor d'una etapa del Circuit Franco-Belga